# Cyril Abiteboul

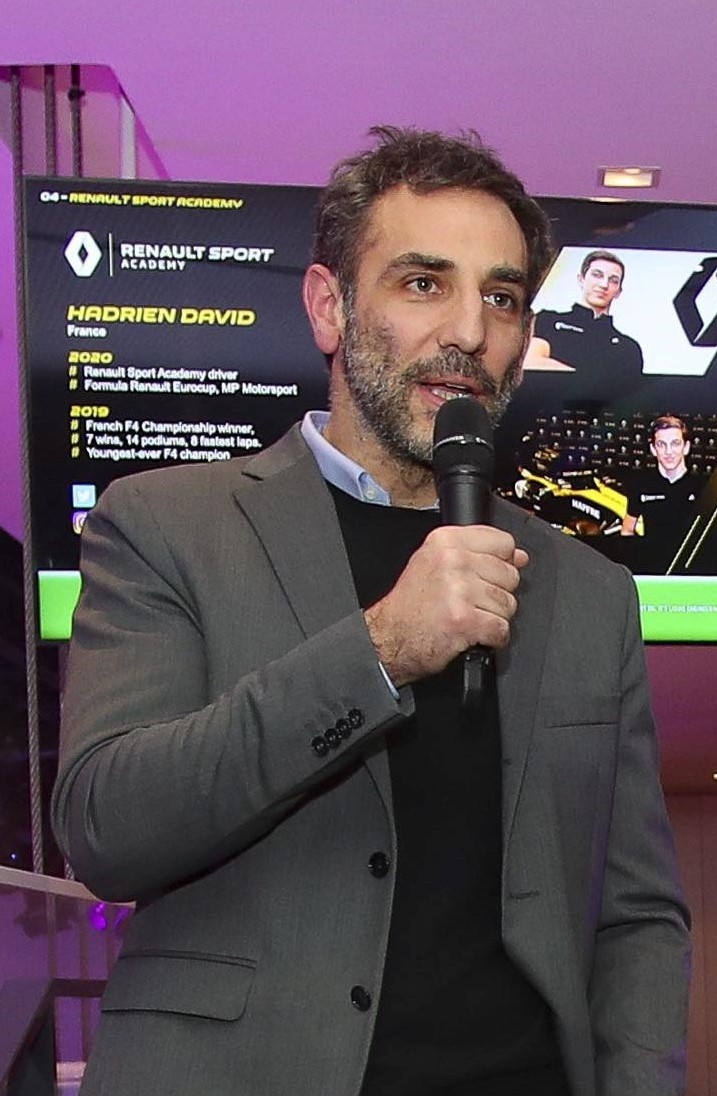
Cyril Abiteboul, 2020

Cyril Abiteboul (* 14. Oktober 1977 in Paris) ist ein französischer Motorsport-Ingenieur und -Manager. Von 2013 bis 2014 war er der Teamchef des Caterham Formel-1-Teams und von 2016 bis 2020 leitete er als Teamchef das Renault Sport F1-Team. Anfang 2023 wurde er zum Teamchef von Hyundai Motorsport ernannt.

## Leben
Abiteboul erhielt seine Ausbildung an den Gymnasien Lycée Carnot und Lycée Chaptal in Paris und studierte anschließend multidisziplinäres Ingenieurswesen am Grenoble Institute of Technology (Grenoble ENSEEG).

## Karriere
Nach seinem Abschluss im Jahr 2001 trat Abiteboul Renault in Boulogne-Billancourt bei. Er wurde 2007 zum Business Development Manager für das Renault-F1-Team ernannt und wurde 2010 zum Executive Director von Renault Sport F1 ernannt. Er trat im September 2012 in das Caterham F1 Team ein.  Am 8. November 2012 wurde Abiteboul anstelle von Tony Fernandes zum Teamchef von Caterham ernannt.
Im Juli 2014, nachdem das Verlassen Abitebouls aus dem Caterham F1 Team angekündigt worden war, bestätigte Renault seine Rückkehr als Teamchef von Renault Sport F1.
Am 11. Januar 2021 gab das Renault-F1-Team bekannt, dass Cyril Abiteboul ab der Saison 2021, in welcher Renault als Alpine Team in der Formel 1 antritt, seinen Posten als Teamchef aufgebe.